# أبو القاسم الأزهري
أبو القاسم عبيد الله بن أحمد بن عثمان الأزهري البغدادي الصيرفي بن السوادي المعروف بـ أبي القاسم الأزهري، (355 هـ-435 هـ)، محدّث من الثقات، حدث عن: أبي بكر القطيعي، وأبي محمد بن ماسي، وأبي سعيد الحرفي، وابن عبيد العسكري، وعلي بن عبد الرحمن البكائي. قال الخطيب: «كان أحد المعنيين بالحديث والجامعين له، مع صدق واستقامة ودوام تلاوة. سمعنا منه المصنفات الكبار، وكمل الثمانين.»، وقال الذهبي: «كان من بحور الرواية.»